# 397

## Decese
- Martin de Tours, al treilea episcop de Tours din 371, unul din cei mai populari sfinți în Biserica Catolică, venerat de asemenea ca sfânt în Biserica Ortodoxă și în Biserica Anglicană (n. 316/317)
- 4 aprilie: Ambrozie, episcop, teolog, unul din cei patru părinți ai Bisericii Apusene, doctor al Bisericii, canonizat sfânt (n.c. 339)